# Melvil Scianimanico
Melvil Scianimanico (* 27. April 2005 in Suresnes) ist ein französischer Squashspieler.

## Karriere
Melvil Scianimanico war bei den Junioren bereits erfolgreich, wenn auch kein größerer internationaler Titelgewinn gelang. Er erreichte 2023 das Halbfinale der Junioren-Weltmeisterschaft, in dem er dem späteren Sieger Hamza Khan unterlag. Auch bei der Junioren-Europameisterschaft schied er im Halbfinale aus. Ein Jahr darauf gelang ihm bei den Europameisterschaften der U19-Junioren der Finaleinzug und musste sich in fünf Sätzen Jonah Bryant geschlagen geben.
Scianimanico spielte 2021 erstmals auf der PSA Squash Tour und gewann auf dieser bislang drei Titel. Den ersten Titel gewann er in der Saison 2023/24 im Juli in Melbourne. Ebenfalls 2024 wurde er nach einer Finalniederlage gegen Victor Crouin erstmals französischer Vizemeister. In der Saison 2024/25 gewann er das europäische Qualifikationsturnier für die Weltmeisterschaft und stand damit erstmals im Hauptfeld des Turniers. Seine höchste Platzierung in der Weltrangliste erreichte er mit Rang 64 am 2. Juni 2025.

## Erfolge
- Gewonnene PSA-Titel: 3
- Französischer Vizemeister: 2024